# The Hidden Cameras
The Hidden Cameras è  un gruppo musicale indie pop canadese guidato dal cantautore Joel Gibb, nato in Ontario il 28 gennaio 1977.
A Gibb si affiancano di volta in volta diversi musicisti.

## Storia del gruppo
Il primo album del gruppo Ecce Homo, è stato pubblicato in maniera indipendente nel 2001. Sin dalle prime registrazioni, il frontman Gibb ha collaborato con diversi musicisti come Reg Vermue (Gentleman Reg), Owen Pallett, Laura Barrett, Don Kerr, Michael Olsen (Arcade Fire) e Maggie MacDonald.
Nel 2003 viene pubblicato The Smell of Our Own (Rough Trade Records nel Regno Unito).
Nel 2004 esce il terzo album Mississauga Goddam. Nel novembre 2005 The Hidden Cameras collaborano con la compagnia di Toronto chiamata Toronto Dance Theatre per uno spettacolo. Il brano We Oh We viene inserito nella colonna sonora del film Sommersturm.
Nel 2006 esce Awoo. La canzone Boys of Melody fa parte della colonna sonora di Shortbus - Dove tutto è permesso.
Il quinto album Origin:Orphan viene prodotto nella prima metà del 2009 ed esce nel settembre dello stesso anno. Cinque tracce di questo disco vengono rifatte dalla band spagnola Hidrogenesse e ripubblicate in uno split EP.
Nel gennaio 2014 esce Age, album anticipato dal singolo Gay Goth Scene.

## Discografia
Album
- 2001 - Ecce Homo
- 2003 - The Smell of Our Own
- 2003 - The Hidden Cameras Play the CBC Sessions
- 2004 - Mississauga Goddam
- 2004 - The Arms of His 'Ill'
- 2006 - Awoo
- 2009 - Origin:Orphan
- 2014 - Age